# Cymbidium

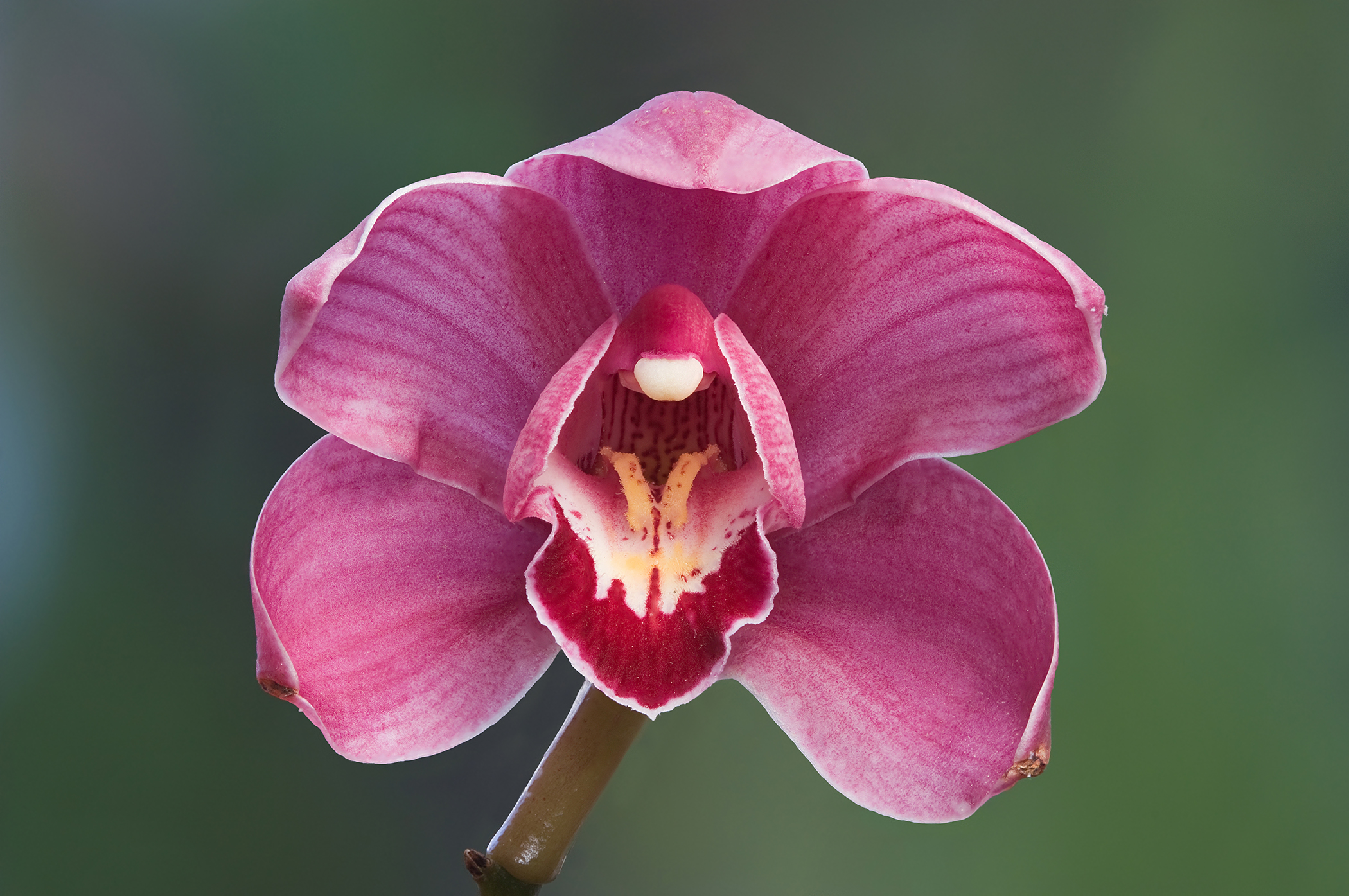
Cymbidium Clarisse

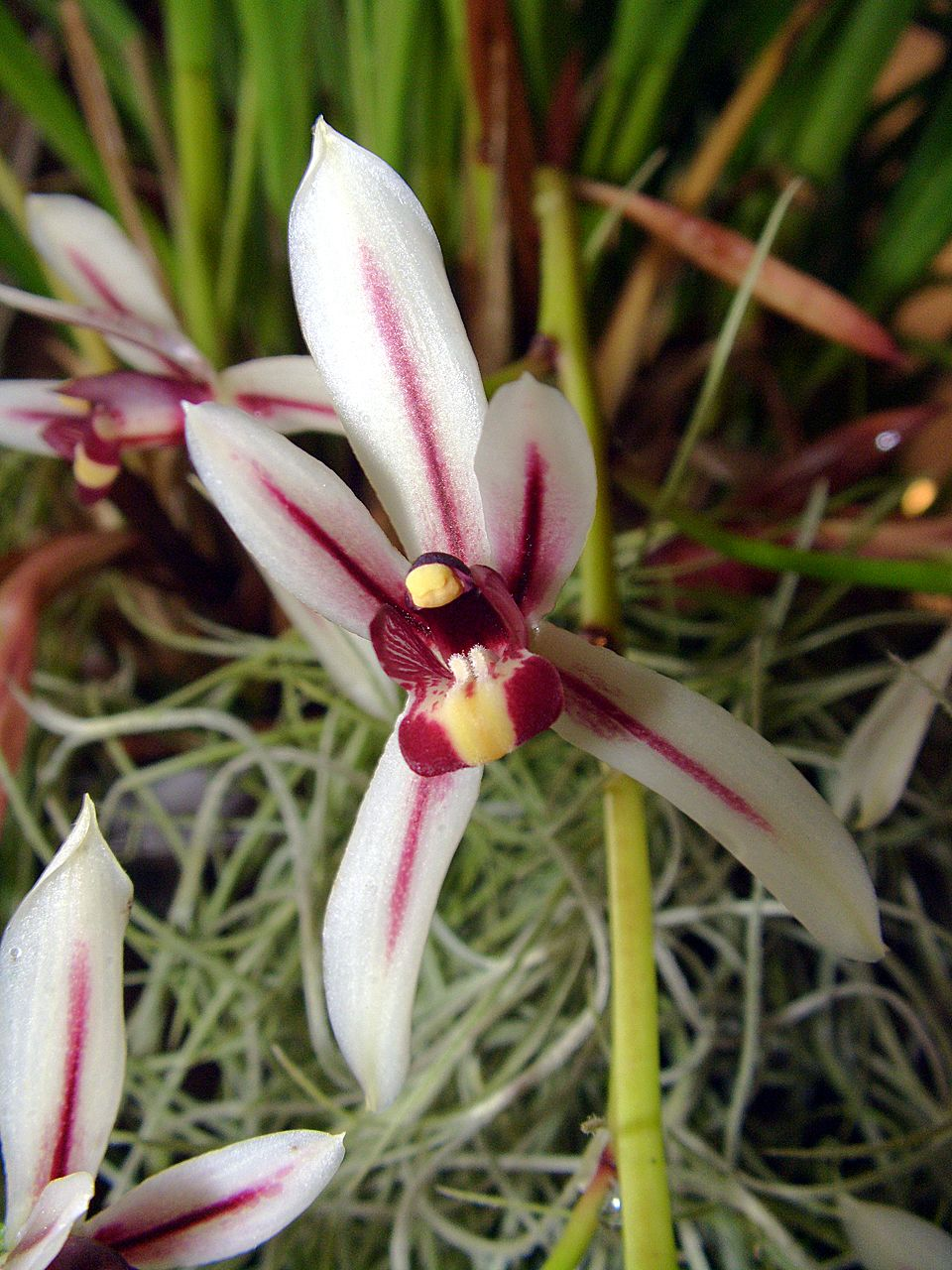
Cymbidium dayanum

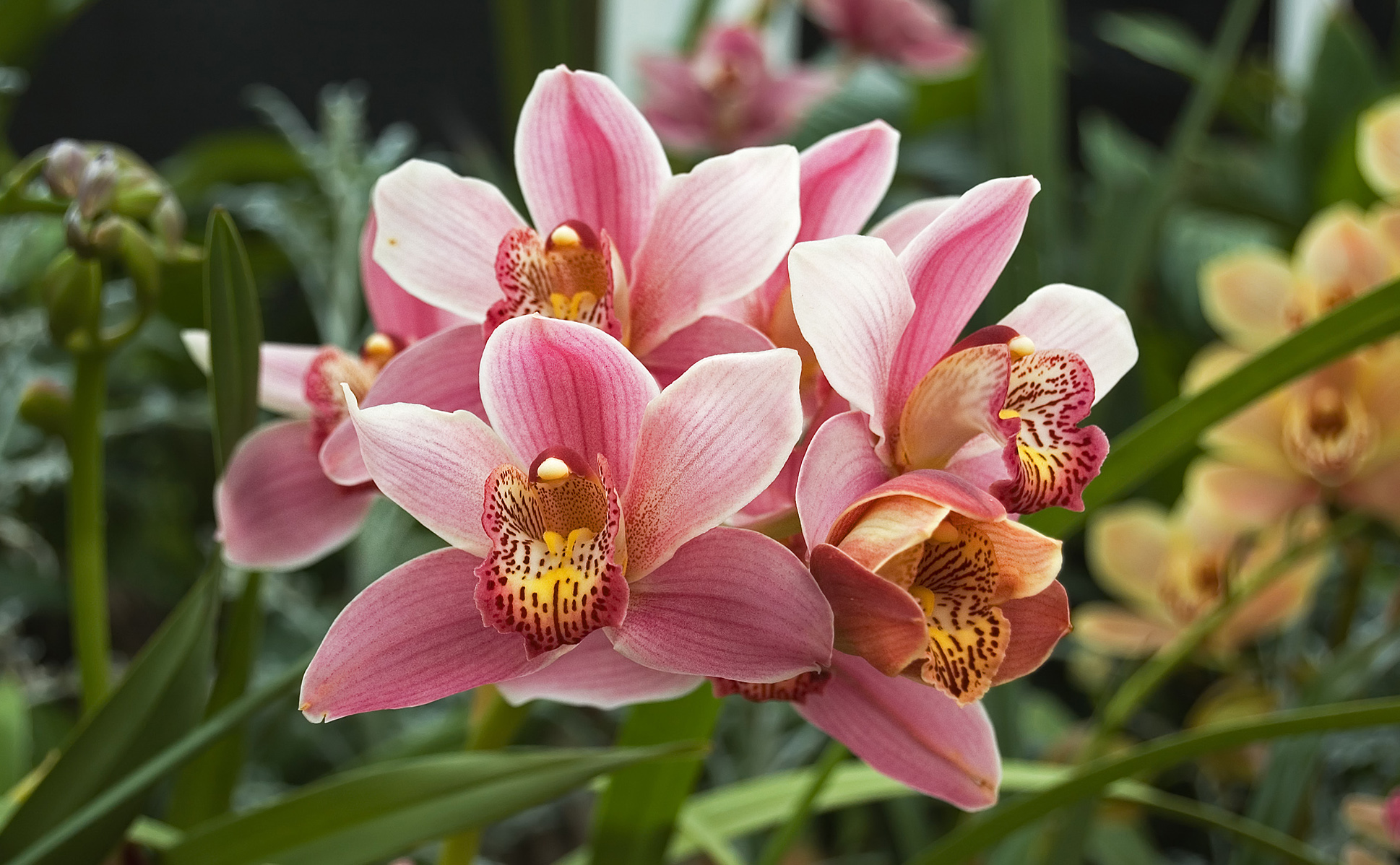
Cymbidium, híbrid

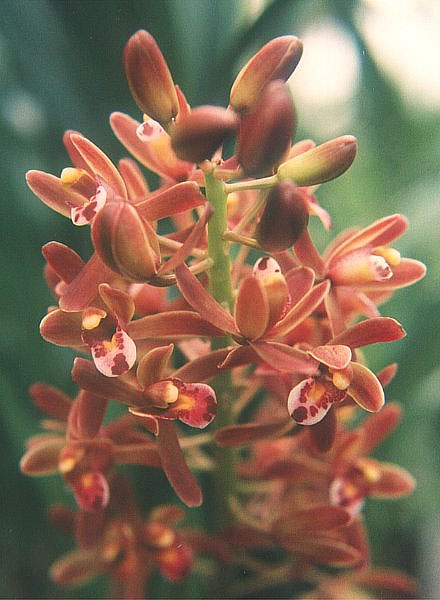
Orquídia de fulla de punta daurada
(Cymbidium floribundum)

Cymbidium o orquídies barca és un gènere d'orquídies amb unes 52 espècies. Van ser descrites per Olof Swartz el 1799. El nom deriva del grec kumbos, que significa 'forat, cavitat', i es refereix a la forma del llavi de la flor. S'abreuja com a Cym en el comerç d'orquídies. Es fan servir com a planta d'interior.

## Distribució
Aquest gènere es troba a l'Àsia subtropical (com al nord de l'Índia, Xina, Japó, Malàisia, Filipines i Borneo) i nord d'Austràlia. Les espècies de les flors més grosses, d'on deriven els híbrids de flors grosses, creixen a grans altituds.
L'espècie Cymbidium hookerianum al Bhutan es considera una delicadesa gastronòmica.

## Creixement
Les espècies de Cymbidium són plantes simpodials i creixen fins a fer una alçada de 60 i els raïms fan 90 cm. Els raïms parteixen de la base d'un pseudobulb. Cada flor pot tenir un diàmetre de 5 a 10 cm, segons les espècies. Floreixen a l'hivern i cada planta pot tenir 15 o més flors. Tenen un ampli rang de colors, però no el blau o el negre. Les flors duren unes 10 setmanes. Poden sobreviure a temperatures força fredes (7 °C o fins i tot lleugerament per sota dels 0 °C durant un curt temps).

## Algunes espècies
- Cymbidium aestivum Z.J.Liu & S.C.Chen (Xina)
- Cymbidium aliciae (Filipines)
- Cymbidium aloifolium
- Cymbidium atropurpureum
- Cymbidium bicolor
- Cymbidium defoliatum (Xina)
- Cymbidium elongatum (NW. Borneo)
- Cymbidium lancifolium
- Cymbidium schroederi (C. Vietnam)
- Cymbidium sinense: Xina
- Cymbidium suave:Austràlia
- Cymbidium wilsonii (Xina)